# Alfred Montag
Alfred Montag (* 3. September 1929 in Osnabrück; † 5. September 1998) war ein deutscher Lebensmittelchemiker.

## Leben

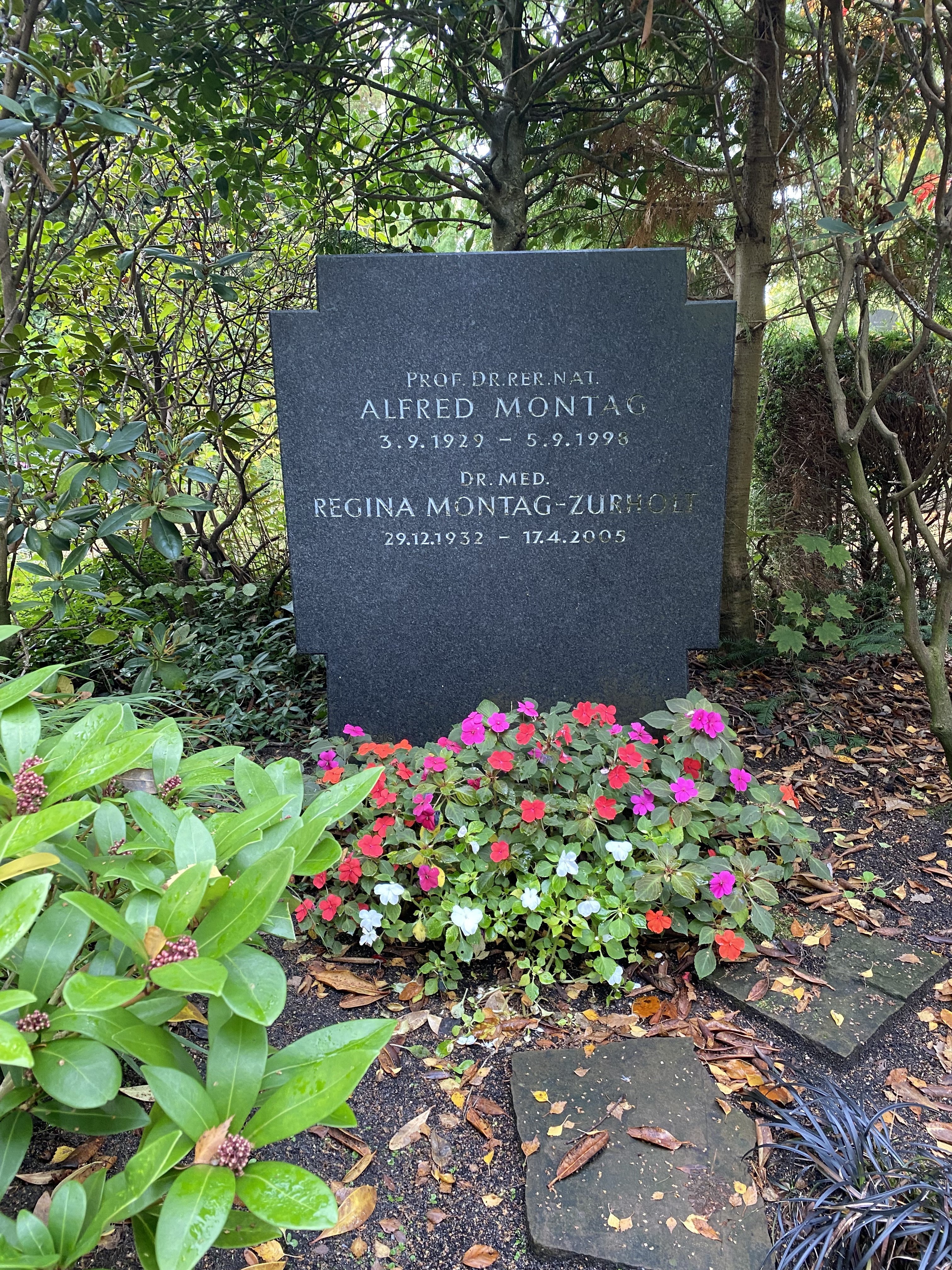
Grabstätte

Alfred Montag studierte Chemie und Lebensmittelchemie an der Mainzer Johannes Gutenberg-Universität und der Westfälischen Wilhelms-Universität Münster. 1958 legte er das Staatsexamen ab, 1959 promovierte er mit Beiträge zur enzymatischen und chemischen Bestimmung von Milchsäure und Äpfelsäure in Wein. Er wirkte zunächst in Hagen und Münster in den dortigen Instituten zur Untersuchung von Lebensmitteln und Bedarfsgegenständen, anfangs als Chemieassessor, ab 1960 als Chemie-Rat.
1968 kam Montag nach Hamburg und arbeitete an der Chemischen und Lebensmitteluntersuchungsanstalt (CLUA). 1975 folgte er dem Ruf der Universität Hamburg als wissenschaftlicher Rat und Professor für Lebensmittelchemie, bis er im August 1994 emeritiert wurde. Von 1983 bis 1994 war Montag darüber hinaus Direktor der CLUA. Seine wissenschaftlichen Untersuchungen und Erkenntnisse publizierte er in über 100 Beiträgen, unter anderem in der Deutschen Lebensmittel-Rundschau und der Zeitschrift für Lebensmittel-Untersuchung und -Forschung. Für sein wissenschaftliches Gesamtwirken, speziell zur Analytik der Lipide und Nucleostoffe, wurde ihm 1995 die Adolf-Juckenack-Medaille von der Lebensmittelchemischen Gesellschaft verliehen.
Nach kurzer schwerer Krankheit verstarb Alfred Montag zwei Tage nach Vollendung seines 69. Lebensjahres und wurde auf dem Hamburger Friedhof Blankenese beigesetzt.

## Auszeichnungen
- 1995: Adolf-Juckenack-Medaille

## Veröffentlichungen (Auswahl)
- 1959: Beiträge zur enzymatischen und chemischen Bestimmung von Milchsäure und Äpfelsäure in Wein (Dissertation)
- 1962: Dünnschichtchromatographischer Nachweis einiger fettlöslicher, synthetischer und natürlicher Farbstoffe in Lebensmitteln (Zeitschrift für Lebensmittel-Untersuchung und –Forschung)
- 1963: Bestimmung von Caesium-137 in Lebensmittelaschen (Zeitschrift für Lebensmittel-Untersuchung und –Forschung)
- 1965: Beitrag zur Calciumbestimmung in Lebensmittelaschen (Lebensmittelchemie und Gerichtliche Chemie)
- 1970: Erstellung von Beurteilungsgrundlagen für Fleisch und Fleischerzeugnisse (Fleischwirtschaft)
- 1972: Das Grenzwertproblem bei der Beurteilung von Lebensmitteln (Deutsche Lebensmittel-Rundschau)
- 1974: Stickstoffbestimmung nach der Kjeldahl-Methode im KJEL-FOSS-AUTOMATIC-Gerät (Gordian)
- 1977: Proteine in industriell verarbeiteten Lebensmitteln (Gordian)
- 1982: Beitrag zur Ermittlung der Nachweis- und Bestimmungsgrenze analytischer Meßverfahren (Fresenius‘ Zeitschrift für Analytische Chemie)
- 1984: Beitrag zum Vorkommen von Benzoesäure und Phenylessig in Honig (mit Karl Speer; Deutsche Lebensmittel-Rundschau)
- 1987: Nucleostoffe in proteinreichen Lebensmitteln (Zeitschrift für Lebensmittel-Untersuchung und –Forschung)
- 1989: Polycyclische aromatische Kohlenwasserstoffe in nativen pflanzlichen Ölen (mit Karl Speer; Lebensmittelchemie und Gerichtliche Chemie)
- 1993: Schnelle Bestimmung der Purinbasen in verschiedenen Lebensmitteln (mit Rainer Benkmann; VCH Verlag)
- 1994: Ziele der Nucleopurinanalytik in Lebensmitteln (GIT Fachzeitschrift für das Laboratorium)